# Maurice Dommanget
Pour les articles homonymes, voir Dommanget.
Maurice Dommanget, né le 14 janvier 1888 à Paris 9e et mort le 2 avril 1976 à Senlis (Oise), est un enseignant, syndicaliste révolutionnaire, historien de la Révolution française et spécialiste du mouvement ouvrier.

## Biographie

### Origines familiales et formation
Issu d'une famille modeste (son père est boucher), il passe ses premières années à Chouy (Aisne), près de Villers-Cotterêts et de Neuilly-Saint-Front. Après un passage à Compiègne, sa famille revient à Paris en 1899.
Après le certificat d'études primaires, il va au Cours complémentaire, où il obtient le brevet élémentaire, puis à l'école Turgot, où il obtient le brevet supérieur. Dès cette époque, il manifeste de l'intérêt pour l'histoire et la géographie, publiant son premier livre (sur la rivière Ourcq) à 18 ans.
Il obtient un poste comme instituteur suppléant dans l'Oise, puis est titularisé à Montataire. En 1909, il part à Montbéliard faire son service militaire. À la rentrée 1911, il est affecté dans la petite commune de Morvillers, où il va rester de 1911 à 1948. En 1912, il épouse une collègue, institutrice à Méru, Eugénie Germain. La même année, tous deux signent le Manifeste des instituteurs syndiqués (ils le sont à titre individuel, en l'absence de syndicat dans l'Oise).
Son travail sur la Révolution dans le canton de Neuilly-Saint-Front le fait remarquer par Albert Mathiez ; il fera par la suite sous sa direction un DES sur Sylvain Maréchal, mais refusera de poursuivre une carrière universitaire.

### Le militant
Pendant la Première Guerre mondiale, il est affecté à Beauvais dans le service auxiliaire ; il se rapproche alors de militants zimmerwaldiens et à la fin de la guerre appartient à un groupe influencé par la révolution russe, la « Fédération communiste des soviets ».
Il devient secrétaire du Syndicat des instituteurs de l'Oise en 1919 et adhère au Parti communiste dès sa création en décembre 1920 (congrès de Tours), passant ensuite à la Fédération unitaire de l'enseignement public, quand est créée la CGTU, où les communistes sont majoritaires. Il est élu secrétaire général (national) de la fédération en 1926, réélu en 1927, puis laisse le poste en 1928 à Jean Aulas, tout en restant un élément de la direction et en occupant pendant de longues années le poste de secrétaire du Syndicat unitaire de l'Oise.
Au congrès de Besançon en 1928, il défend la diffusion et l'amélioration du manuel la Nouvelle Histoire de France édité par l'École Émancipée.
En 1929, il quitte le PCF et devient communiste oppositionnel (anti-stalinien) au sein de la Fédération unitaire. Lors du congrès de Bordeaux (août 1932), il n'hésite pas à haranguer Marcel Gitton, représentant de la direction du PCF, en lui demandant des explications sur les attaques dont certains militants sont l'objet dans L'Humanité. En 1934, après le congrès de Montpellier, il fait partie d'une délégation de l'opposition auprès de Trotski, alors exilé en France, mais leur discussion ne débouche sur rien de concret.
Le rôle de Maurice Dommanget diminue considérablement après la réunification de la CGT en 1936 et l'intégration de la Fédération unitaire dans la Fédération de l'enseignement. Cela lui permet d'accentuer son travail dans le domaine de la recherche historique. Au début de l'Occupation, il est révoqué par le gouvernement de Vichy et doit trouver d'autres ressources.
Rétabli dans son poste à la Libération, en 1944, il contribue à la reconstitution au sein de la Fédération de l'Éducation nationale (ex-FGE) de la tendance syndicaliste révolutionnaire, alors nommée Les Amis de l'École émancipée, aux côtés de Marcel Pennetier et de Marcel Valière. Celui-ci sera en 1948 le coauteur de la motion « Bonissel-Valière » pour le passage à l'autonomie de la Fédération de l'Éducation nationale lors de la scission entre la CGT et la CGT-FO.
Attaché à l'indépendance du syndicalisme, Maurice Dommanget a aussi toujours soutenu le combat laïc et anticlérical, notamment au sein des groupes de libres penseurs de l'Oise.

### L'historien
Il ne joue plus par la suite de rôle de premier plan dans la direction syndicale, continuant de se consacrer essentiellement à son œuvre historique. Après sa retraite, il s'installe près de Chantilly, à Orry-la-Ville.
Outre ses livres, il a écrit de très nombreux articles dans les revues L'École émancipée et L'École libératrice.
« Spécialiste de Babeuf, de Blanqui et des blanquistes, il fut aussi l’historien des symboles, des chants, des drapeaux. Dans son bureau devenu un véritable musée Blanqui, Dommanget travailla jusqu’à sa dernière année à un recueil d’études sur Jean Jaurès ». Sa qualité d'historien est attestée par le colloque universitaire qui a eu lieu à Beauvais en 1994, avec la participation, notamment, de Michel Vovelle.
Il écrivit : « Toutes les couleurs de l’arc-en-ciel du socialisme intransigeant et révolutionnaire et y compris l’anarchisme communiste sont plus ou moins empruntées au Manifeste des Égaux » (Babeuf et la conjuration des Égaux, Spartacus, réédition 1989, p. 80).

## Publications

### Sur la Révolution française
- La Révolution dans le canton de Neuilly Saint-Front (Aisne), Beauvais, 1913 (réédition : , Paris, Office d'édition du livre d'histoire, 1995, [ (ISBN 2-84178-033-3)])
- La Déchristianisation à Beauvais et dans l'Oise 1re partie, Besançon, Millot Frères, 1918.
- Babeuf et la Conjuration des Égaux, Paris, Librairie de l'Humanité, 1922. Réédition Paris, Spartacus, 2009, avec une présentation de Serge Bianchi.
- La déchristianisation à Beauvais et dans l'Oise 2e partie, Paris, Alcan, 1922.
- Le symbolisme et le prosélytisme révolutionnaire à Beauvais et dans l'Oise : 1790-1801, Beauvais, Prevot, 1932, recueil d'articles parus dans les Annales historiques de la Révolution française,
- Pages choisies de Babeuf , Armand Colin, 1935,
- Jacques Roux, le curé rouge. Les "Enragés" contre la vie chère sous la Révolution, Paris, Spartacus, 1948. Réédition 1993 avec présentation de Michel Vovelle.
- Saint-Just, Paris, Archives révolutionnaires, 1971, 204 p.

### Sur leXIXesiècle
- Blanqui, Paris, Librairie de L'Humanité, coll. « Histoire des doctrines socialistes (les idées et les faits) », 1924, 96 p. (présentation en ligne). Réédition : Blanqui, Paris, EDI, Études et documentation internationales, 1970, II-96 p. (présentation en ligne).
- Victor Considérant, Sa vie, son œuvre, Paris, Éditions sociales internationales, 1929, présentation en ligne.
- Auguste Blanqui à Belle-Île, 1850-1857, Paris, Librairie du travail, coll. « Faits et documents » (no 15), 1935, 280 p. (présentation en ligne), [présentation en ligne].
- Blanqui, la guerre de 1870-71 et la Commune (préf. Édouard Dolléans), Paris, Domat-Montchrestien, coll. « Collection d'histoire sociale » (no 10), 1947, XVII-181 p. (présentation en ligne).
- Un drame politique en 1848 (Blanqui et le document Taschereau), Paris, Les Deux sirènes, 1948, 245 p. (présentation en ligne).
- Édouard Vaillant, un grand socialiste, 1840-1915, Paris, Éditions de la Table ronde, 1956, 529 p. (présentation en ligne), [présentation en ligne]. Édouard Vaillant, un grand socialiste (préf. Élisabeth Badinter, texte établi par Jean-Pierre Jackson), Paris, Éditions Coda, 2018, III-336 p. (ISBN 978-2-84967-126-9).
- Les idées politiques et sociales d'Auguste Blanqui, Paris, Librairie Marcel Rivière et Cie, coll. « Bibliothèque des sciences politiques et sociales », 1957, 429 p. (présentation en ligne).
- Blanqui et l'opposition révolutionnaire à la fin du Second Empire, Paris, Armand Colin, coll. « Cahiers des Annales » (no 14), 1960, VIII-234 p. (présentation en ligne), [présentation en ligne].
- L'enseignement, l'enfance et la culture sous la Commune, Alençon, Librairie de l'Étoile, 1964, 175 p.
- La Chevalerie du Travail française, Lausanne, Rencontre, 1967, 566 p.
- L'Introduction du marxisme en France, Lausanne, Rencontre, 1969, 232 p.
- Auguste Blanqui : des origines à la révolution de 1848. Premiers combats et premières prisons, Paris / La Haye, Mouton, coll. « Société, mouvements sociaux et idéologies. [2e série], Documents et témoignages / École pratique des hautes études. VIe section. Sciences économiques et sociales » (no 5), 1969, 352 p. (présentation en ligne).
- Auguste Blanqui : au début de la IIIe République (1871-1880). Dernière prison et ultimes combats, Paris / La Haye, Mouton, 1971, X-163 p.
- « Présentation » de Paul Lafargue, Le droit à la paresse, Paris, Maspero, 1969 (La Découverte, 2009 : 63-179).
- La Commune, Bruxelles, Éditions La Taupe, 1971, 302p. (comprenant la réédition de ses nombreux articles et brochures sur la Commune de Paris).
- Auguste Blanqui au début de la IIIe République, Paris, Mouton, 1971, 164 p.
- Eugène Pottier, membre de la Commune et chantre de l'Internationale, Paris, EDI, 1971, 170 p.
- Sylvain Maréchal, l'égalitaire, l'homme sans Dieu, Paris, Spartacus, 1950. Réédition Paris, Spartacus, 2017[7].
- L’enfance sous la Commune, Le Bas du pavé, 2018.

### Divers
- La Rivière d'Ourcq & ses affluents : étude historique et hydrographique, Compiègne, Imprimerie-librairie Decelle, 1906
- Histoire du 1er mai, Paris, 1953 ; Buenos Aires, 1956 ; Édition définitive en 1972 aux éditions de la Tête de Feuilles à Paris ; réédition Marseille, Le Mot et le Reste, 2006, 520 p. notice éditeur.
- Le Curé Meslier, athée, communiste et révolutionnaire sous Louis XIV, Paris, Julliard, 1965 (rééd. : Coda, 2008), 336 p.
- Histoire du drapeau rouge, Alençon, Librairie de l'Étoile, 1966, 502 p. (rééd. : Marseille, Le mot et le reste, 2006, 551 p.)
- Les Grands Socialistes et l’éducation, de Platon à Lénine, Paris, Armand Colin, 1970, 470 p., présentation en ligne.
- La Jacquerie, Paris, Maspero, 1971, 125 p.
- Les belles figures du prolétariat : Eugène Varlin (1839-1871), préf. André Devriendt, La Ruche ouvrière, 1976, (OCLC 23400911).